# Мирный (Егорлыкский район)
Ми́рный — хутор в Егорлыкском районе Ростовской области.
Административный центр Балко-Грузского сельского поселения.

## География
Хутор расположен на правом берегу реки Грузской (бассейн Еи).

## Население
| 1989 | 2002  | 2010  |
| ---- | ----- | ----- |
| 1054 | ↗1101 | ↘1052 |

## Улицы
В хуторе имеется 13 улиц:
| - ул. Береговая, - ул. Вишнёвая, - ул. Восточная, - ул. Клубная, - ул. Лесная, - ул. Механизаторская, - ул. Молодёжная, | - ул. Новостроек, - ул. Первооснователей, - ул. Почтовая, - ул. Садовая, - ул. Школьная, - ул. Шоссейная. |